# سدا برانیان-ملکنیان
سدا کبریانیان-ملکونیان (ارمنی: Սեդա Գպրանյան-Մելքոնյան؛ متولد: 1963) نویسنده و فعال حقوق پناهندگان ارمنی-آمریکایی است. کبریانیان که در لبنان متولد شد، برای تحصیل در ادبیات ارمنی به ایروان رفت. او با مونته ملکونیان آشنا شد و سپس ازدواج کرد که همسر وی در جنگ اول قره‌باغ کشته شد. او سازمانی غیردولتی به نام همسرش تأسیس کرد تا به خانواده‌های سربازان و پناهندگان ارمنی کمک کند. او بعدها به آلاسکا نقل مکان کرد، جایی که به مطالعه مباحث غیرداستانی خلاقانه پرداخت و به پژوهش درباره پناهندگان کمک کرد و به عنوان عضو هیئت علمی دانشگاه آلاسکا انکوریج کار کرد.

## زندگی‌نامه
سدا کبریانیان در سال ۱۹۶۳ در شهر ارمنی‌نشین انجار  به دنیا آمد. او یکی از شش دختر،  کبریانیان بود و در خانواده‌ای که از نسل‌کشی ارامنه جان سالم به در برده بودند متولد شد.
در ۱۵ سالگی، کبریانیان با مونته ملکونیان آشنا شد، که در آن زمان به عنوان عضوی از ارتش سری ارامنه برای آزادی ارمنستان (ASALA) در جنگ داخلی لبنان شرکت می‌کرد. در سال ۱۹۸۱، کبریانیان به ایروان در جمهوری شوروی سوسیالیستی ارمنستان (ASSR) نقل مکان کرد، جایی که در رشته ادبیات ارمنی در دانشگاه دولتی ایروان تحصیل کرد. پس از گذراندن سال‌های ۱۹۸۳ تا ۱۹۸۵  که به صورت پنهانی با ملکونیان در اروپا،لبنان و ایالات متحده داشت، کبریانیان به ارمنستان بازگشت تا در آنجا بماند. او در زمان ASSR به عنوان کارشناسی ارشد فارغ‌التحصیل شد و بعداً پس از بازسازی جمهوری ارمنستان به عنوان دکترای فلسفه فارغ‌التحصیل شد.
پس از اعلام استقلال ارمنستان در ۱۹۹۱، کبریانیان و ملکونیان در صومعه گغارد باهم ازدواج کردند. ملکونیان دو سال بعد در حالی که در جنگ اول قره‌باغ می‌جنگید کشته شد. پس از پایان جنگ، کبریانیان صندوق مونته ملکونیان را تأسیس کرد تا به خانواده‌های سربازانی که مجروح یا کشته‌شده در جنگ بودند کمک کند. کبریانیان شروع به ابراز نارضایتی از قشربندی که پس از جنگ در ارمنستان رخ داده بود کرد و به تفاوت فاحش بین ارامنه‌ای که در فقر زندگی می‌کنند و اعضای ثروتمند دیاسپورا، که با خود فرهنگ خودرو لوکس و کازینو را آورده بودند، اشاره کرد. روزنامه‌نگار آمریکایی توماس گولتز چنان گفت که کبریانیان بیشتر با قربانیان آذربایجانی جنگ اول قره‌باغ همدردی می‌کرد تا کسانی که بر اقتصاد ارمنستان تسلط پیدا کرده‌اند.
پس از کار در یک سازمان غیرانتفاعی کمک به پناهندگان، کبریانیان به ایالات متحده نقل مکان کرد. او در آنجا به مطالعه غیرداستانی خلاقانه در دانشگاه آلاسکا انکوریج (UAA) پرداخت، و با دریافت مدرک کارشناسی ارشد هنرهای زیبا فارغ‌التحصیل شد. او به تدریس در UAA ادامه می‌دهد، و به عنوان ویراستار همکاری برای بررسی فصلی آلاسکا فعالیت می‌کند. او همچنین به فعالیت خود در زمینه کمک به پناهندگان به عنوان مسئول مجموعه برای کمک به یتیمان ارمنی در انکوریج ادامه داده است.

## کار علمی
در پژوهش‌های دانشگاهی خود، کبریانیان به علاقه‌اش به حقوق پناهندگان و عدالت اجتماعی پرداخته است. او همراه با برادر مونته، مارکار ملکونیان،  نویسندگان کتاب جاده برادرم هستند، کتابی درباره مونته ملکونیان که در سال ۲۰۰۵ توسط I. B. Tauris منتشر شد. در سال ۲۰۱۷، کبریانیان خودش The Consecrated Ones را منتشر کرد، کتابی درباره زندگی کارلن انانیان که به زبان ارمنی نوشته شده است. او همچنین آثار خود را در مجله هتک و مجلات ادبی Iknagir و Atticus Review منتشر کرده است.
در سال ۲۰۱۵، کبریانیان مقاله‌ای درباره "مسائل اخلاقی در پژوهش پناهندگان" منتشر کرد. با تعریف "پناهنده" به عنوان فردی که به‌خاطر بلایای طبیعی ماننده آزار یا جنگ به‌طور اجباری از کشور خود آواره شده است، کبریانیان متوجه شدکه تعداد  پناهندگان در اولین دو دهه از قرن ۲۱ به رشد نمایی رسیده است. او در پژوهش خود از روش‌شناسی چندگانه استفاده کرد، که پژوهش کمی و کیفی را در این زمینه ترکیب کرده بود. او نشان داد که دریافت وضعیت پناهندگی بسیاری از فرصت‌ها، از جمله بهبود شرایط زندگی و به رسمیت‌شناختن حقوق بنیادی آنها را بدون توجه به قوانین مختلف درباره وضعیت پناهندگی در کشورهای مقصد فراهم می‌آورد.
در پی پاکسازی قومی ارمنی‌ها از قره‌باغ کوهستانی در سال ۲۰۲۳، کبریانیان یکی از ده‌ها دانشمند ارمنی بود که از جامعه بین‌المللی خواست تا به پناهندگان آواره کمک کند و علیه آنچه که به عنوان یک عمل پاکسازی قومی توسط آذربایجان توصیف کردند، اقدام کند.

## مطالعه بیشتر
- Alexander, Benjamin F. (2005). Armenian and American: The Changing Face of Ethnic Identity and Diasporic Nationalism, 1915–1955 (PhD). City University of New York.
- Foss, Frida; Gibbes, Cerian; Skop, Emily (2024). "Cultivating Integration via Placemaking: an ArcGIS StoryMap and Inventory of Refugee‑Centered Farming Organizations in the USA". Journal of International Migration and Integration. 25 (25): 133–154. doi:10.1007/s12134-023-01059-z. PMC 10244079. PMID 37360638.
- Ghalechyan, Narine (9 May 2015). "Սեդա Մելքոնյան․ «Ազատամարտիկները չպետք է պահանջեն, որ իրենց հարգեն»" [سدا ملکونیان: "آزادی‌خواهان نباید درخواست‌احترام بکنند"]. Azatutyun (به ارمنی). Retrieved 3 April 2024.
- Ghalechyan, Narine (28 June 2016). "«Մանվել Գրիգորյանն ինձ համար հերոս չէ». Սեդա Մելքոնյան" ["مانول گریکیان برای من قهرمان نیست". سدا ملکونیان]. Azatutyun (به ارمنی). Retrieved 3 April 2024.
- Khojoyan, Lia (8 May 2015). "Սեդա Մելքոնյան. Մոնթեապատ հուշեր. Շուշիի ազատագրման, կարոտի ու որդու մասին" [سدا ملکونیان. خاطرات مونته‌آپات. درباره آزادی‌سازی شوشی، دلتنگی و پسرش]. Aysor (به ارمنی). Retrieved 3 April 2024.
- Margousian, Armen (2016). Geographic Analysis of Armenian Immigration Patterns in the United States: Evidence from Armenian Apostolic Churches (PDF) (MA). California State University, Northridge.
- Michaud, Alexandra H.; Fortier, Véronique; Amireault, Valérie (2022). ""Do I Have to Sign My Real Name?" Ethical and Methodological Challenges in Multilingual Research with Adult SLIFE Learning French as a Second Language". Languages. Université du Québec à Montréal. 7 (2): 126. doi:10.3390/languages7020126.
- Trvants, Anush (12 June 2017). "Մոնթեի եւ Սեդայի հավերժ սերը" [عشق ابدی مونته و سدا]. Arevelk (به ارمنی). Retrieved 3 April 2024.
- Tuliao, Minerva (2016). "Refugee Women, HRD, and Transitions to Employment: A Summary of Methodological Approaches". Educational Administration: Theses, Dissertations, and Student Research (287).
- Vorbach, Joseph E. (1994). "Monte Melkonian: Armenian revolutionary leader". Terrorism and Political Violence. 6 (2): 178–195. doi:10.1080/09546559408427253.
- Vosbigian, Nora (15 December 2010). "Remembering Monte Melkonian: Armenian Revolutionary and Karabagh Commander". MassisPost. Retrieved 3 April 2024.
- Zablotsky, Veronika (2019). Governing Armenia: The Politics of Development and the Making of Global Diaspora (PhD). University of California, Santa Cruz. ProQuest 13881970.